# Ерик Болин

 Ерик Виктор Болин (Орса 1. јун 1897 — Орса, 8. јун 1977) бивши је шведски бициклистички репрезентативац, специјалиста за друмски бициклизам.
Учествовао је на Летњим олимпијским играма 1924. у Паризу и такмичио се појединачно  и екипно у друмској трци. У појединачној трци на 188 км био је 7. .Резултати тројице најбољих из репрезентације рачунали су се и за екипну конкуренцију. Екипа се такмичила у саставу: Гунар Скелд (4), Ерик Болин (7), Рагнар Малм (17) и Ерик Бјурберг (није завршио трку. Резултат 19.59:41,6 им је донео 3. место и бронзану медаљу.. 